# Thossawat Limwannasathian
Thossawat Limwannasathian (thailändisch ทศวรรษ ลิ้มวรรณเสถียร, * 17. Mai 1993 in Loei), auch als Ping (thailändisch ปิง) bekannt, ist ein thailändischer Fußballspieler.

## Karriere

### Verein
Thossawat Limwannasathian erlernte das Fußballspielen bei der Schulmannschaft der Suankularb-Wittayalai-Schule und des Erstligisten Army United in Bangkok, wo er 2012 auch seinen ersten Vertrag unterschrieb. Der Vertrag hatte eine Laufzeit bis 2017. Für die Army stand er 115 Mal auf dem Spielfeld. 2017 wurde er an Chiangrai United ausgeliehen. Der Verein spielte in der ersten Liga, der Thai League, und ist in Chiangrai beheimatet. Nach der Hinserie 2017 wurde er an den Ligakonkurrenten Muangthong United ausgeliehen, der ihn Anfang 2018 auch fest verpflichtete. Nach einem halben Jahr wechselte er Mitte 2018 er zum ebenfalls in der ersten Liga spielenden Bangkok United. 2018 und 2023 feierte er mit dem Hauptstadtverein die Vizemeisterschaft. Am 28. Mai 2023 stand er mit dem Verein im Finale des thailändischen Pokals. Hier unterlag man dem Erstligisten Buriram United mit 0:2. Am 5. August 2023 gewann er mit Bangkok United den thailändischen Super Cup. Das Spiel gegen den Meister Buriram United im Rajamangala Stadium gewann man mit 2:0. Am Ende der Saison 2023/24 feierte er mit dem Verein die Vizemeisterschaft. Am 15. Juni 2024 gewann er mit Bangkok United den FA Cup. Das Endspiel gegen den Zweitligisten Dragon Pathumwan Kanchanaburi FC gewann man im Elfmeterschießen. Am Ende der Saison 2024/25 feierte er mit Bangkok seine vierte Vizemeisterschaft. Nach sieben Jahren gab er im Sommer 2025 seinen Abschied von Bangkok United bekannt. Für den Verein bestritt er 158 Ligaspiele. Hierbei erzielte er acht Treffer. Im Juli 2025 verpflichtete ihn der ebenfalls in der ersten Liga spielenden Ratchaburi FC.

### Nationalmannschaft
Von 2013 bis 2016 spielte Thossawat Limwannasathian neun Mal in der thailändischen U-23-Nationalmannschaft und erzielte dabei einen Treffer. In den Jahren 2015 und 2016 absolvierte er jeweils eine Partie für die thailändische A-Nationalmannschaft gegen Jordanien (2:0) bzw. den Bahrain (1:1).

## Erfolge

### Verein
Muangthong United
- Thailändischer Ligapokalsieger: 2017
- Mekong Club Championship: 2017

Bangkok United
- Thailändischer Vizemeister: 2018, 2022/23, 2023/24, 2024/25
- Thailändischer Pokalsieger: 2023/24
- Thailändischer Pokalfinalist: 2022/23
- Thailändischer Supercup-Sieger: 2023

### Nationalmannschaft
Thailand
- King’s Cup: 2016